# Diego Martín Vázquez
Diego Vázquez (San Martín, Provincia de Mendoza, Argentina, 3 de julio de 1971) es un exfutbolista y actual entrenador argentino nacionalizado hondureño. Actualmente es agente libre. 

## Trayectoria

### Como jugador
Diego Vázquez se formó en las inferiores del Atlético Club San Martín donde debutó profesionalmente en el año 1986. Tuvo un paso breve por las inferiores del River Plate (entre el 1 de enero de 1987 al 30 de junio de 1991) y Huracán (entre el 15 de julio de 1991 al 30 de diciembre de 1991), ambos de Buenos Aires. Durante dos años jugó para un equipo amateur de la ciudad de Houston, en Estados Unidos. En 1994 regresó a la Argentina y militó en el Independiente Rivadavia.
En 1997 llegó a Honduras para jugar con el Motagua. Hizo su debut para Motagua el 24 de agosto de 1997, en la victoria 1-0 sobre el Club Deportivo y Social Vida, donde atajó dos penales. En su primer año con este equipo consiguió dos títulos, el Apertura 1997 y el Clausura 1998. Luego, en el Apertura 1999 y Clausura 2000 volvió a ser campeón, logrando de esa manera conseguir cuatro títulos con el club en tres años. Para el Apertura 2000, salió del Motagua para marcharse a otro grande, el Club Deportivo Marathón donde pasó sin penas ni glorias. Para el año 2001, regresa al Motagua y, nuevamente se coronó campeón. Diego Vázquez es el jugador extranjero con más títulos en Motagua.
Desde 2002 hasta 2011 jugó para clubes como Universidad, Municipal Valencia, Marathón, Suchitepéquez de Guatemala, Victoria, Vida y Deportes Savio, de donde se retiró como futbolista en el año 2011.

### Como entrenador

#### Motagua
En 2013, tras haber obtenido su título como entrenador por la AFA, Vázquez fue habilitado para dirigir a cualquier equipo. Después del fracaso del serbio Hristo Vidaković, Motagua se vio obligado a contratar un nuevo entrenador. Al inicio sonaron como candidatos nombres de alto reconocimiento como los argentinos Mario Zanabria, Francisco Sá y Alberto Domingo Romero, y el hondureño Ramón Maradiaga entre otros. Sin embargo, Vásquez presentó su plan de trabajo a la directiva de Motagua y esta aceptó que él dirigiera el club con un contrato por un año. El 22 de noviembre, fue presentado de manera oficial como nuevo entrenador de la escuadra azul.
Como entrenador de Motagua dirigió su primer partido el 12 de enero de 2014, en la victoria 1-0 sobre el Deportes Savio en Santa Rosa de Copán. En su primer torneo dirigiendo a Motagua, Vásquez logró llevar al equipo a la liguilla, en donde fueron eliminados en el repechaje ante Marathón. Durante el siguiente torneo, Diego Vázquez conduciría al cuadro azul a un tercer lugar de la tabla de posiciones de la liga hondureña, a un punto del líder del torneo para clasificar a una nueva liguilla. En dicha liguilla el equipo motagüense no perdió ni un solo partido, eliminando al Platense en repechaje con un global de 4-2 y luego de eliminar al Olimpia en semifinales con un global de 2-1 el cuadro capitalino se coronó campeón el 20 de diciembre de 2014, derrotando en el partido final a la Real Sociedad por 2-1; Diego Vásquez logró así su primer título como entrenador y el número 13 para el Motagua.

#### Selección de Honduras
El 13 de mayo de 2022, después de los fracasos cosechados con Fabián Coito y Hernán Darío Gómez, se le nombró entrenador de la Selección de fútbol de Honduras de manera interina para afrontar los 3 partidos de Liga de Naciones ante Canadá y Curacao respectivamente, el 19 de junio se hace oficial su contratación como técnico oficial. Fue despedido tras la eliminación en fase de grupos durante la Copa de Oro 2023, nombrándose en su lugar al colombiano Reinaldo Rueda.

## Clubes

### Como jugador
| Club           | País      | Año                 | PJ |
| -------------- | --------- | ------------------- | -- |
| Motagua        | Honduras  | 1997-2000 2001-2002 | 96 |
| Marathón       | Honduras  | 2000-2001 2006      | 28 |
| Universidad    | Honduras  | 2002-2004           | 55 |
| Valencia       | Honduras  | 2004                | 18 |
| Suchitepéquez  | Guatemala | 2005                | 4  |
| Vida           | Honduras  | 2007                | 14 |
| Victoria       | Honduras  | 2007-2010           | 36 |
| Deportes Savio | Honduras  | 2010-2011           | 29 |

### Como entrenador
| Club                  | País       | Año       |
| --------------------- | ---------- | --------- |
| Motagua               | Honduras   | 2014-2022 |
| Selección de Honduras | Honduras   | 2022-2023 |
| Puntarenas            | Costa Rica | 2023      |
| Motagua               | Honduras   | 2023-2025 |

## Estadísticas como entrenador

### Clubes y selecciones
- Actualizado al último partido dirigido el 9 de agosto de 2025.

| Motagua Honduras               | Clausura 2014                            | 20  | 8   | 6   | 6   | 50%    |
| Motagua Honduras               | Apertura 2014                            | 24  | 12  | 6   | 6   | 58.33% |
| Motagua Honduras               | Clausura 2015                            | 22  | 12  | 5   | 5   | 62.12% |
| Motagua Honduras               | Copa de Honduras 2015                    | 8   | 5   | 1   | 2   | 66.67% |
| Motagua Honduras               | Apertura 2015                            | 22  | 9   | 9   | 4   | 54.55% |
| Motagua Honduras               | Clausura 2016                            | 22  | 10  | 4   | 8   | 51.52% |
| Motagua Honduras               | Copa de Honduras 2015/16                 | 5   | 3   | 2   | 0   | 73.33% |
| Motagua Honduras               | Liga de Campeones de la Concacaf 2015/16 | 4   | 2   | 1   | 1   | 58.33% |
| Motagua Honduras               | Apertura 2016                            | 24  | 10  | 9   | 5   | 54.17% |
| Motagua Honduras               | Clausura 2017                            | 22  | 12  | 8   | 2   | 66.67% |
| Motagua Honduras               | Copa de Honduras 2016/17                 | 1   | 0   | 1   | 0   | 33.33% |
| Motagua Honduras               | Supercopa de Honduras 2016/17            | 1   | 1   | 0   | 0   | 100%   |
| Motagua Honduras               | Apertura 2017                            | 22  | 11  | 6   | 5   | 59.09% |
| Motagua Honduras               | Clausura 2018                            | 22  | 10  | 8   | 4   | 57.58% |
| Motagua Honduras               | Liga de Campeones de la Concacaf 2018    | 2   | 0   | 1   | 1   | 16.67% |
| Motagua Honduras               | Apertura 2018                            | 22  | 14  | 4   | 4   | 69.7%  |
| Motagua Honduras               | Copa de Honduras 2018                    | 1   | 0   | 0   | 1   | 0%     |
| Motagua Honduras               | Liga Concacaf 2018                       | 8   | 6   | 0   | 2   | 75%    |
| Motagua Honduras               | Clausura 2019                            | 24  | 12  | 7   | 5   | 59.72% |
| Motagua Honduras               | Apertura 2019                            | 22  | 12  | 4   | 6   | 60.61% |
| Motagua Honduras               | Liga Concacaf 2019                       | 8   | 3   | 4   | 1   | 54.17% |
| Motagua Honduras               | Clausura 2020                            | 13  | 8   | 3   | 2   | 69.23% |
| Motagua Honduras               | Liga de Campeones de la Concacaf 2020    | 2   | 0   | 1   | 1   | 16.67% |
| Motagua Honduras               | Apertura 2020                            | 20  | 13  | 3   | 4   | 70%    |
| Motagua Honduras               | Liga Concacaf 2020                       | 4   | 0   | 3   | 1   | 25%    |
| Motagua Honduras               | Clausura 2021                            | 20  | 12  | 5   | 3   | 68.33% |
| Motagua Honduras               | Apertura 2021                            | 22  | 12  | 6   | 4   | 63.64% |
| Motagua Honduras               | Liga Concacaf 2021                       | 12  | 6   | 3   | 3   | 58.33% |
| Motagua Honduras               | Clausura 2022                            | 7   | 3   | 3   | 1   | 57.14% |
| Motagua Honduras               | Liga de Campeones de la Concacaf 2022    | 2   | 0   | 1   | 1   | 16.67% |
| Total                          | Total                                    | 408 | 206 | 114 | 88  | 59.8%  |
| Selección de Honduras Honduras | Liga de Naciones de la Concacaf 2022/23  | 4   | 2   | 0   | 2   | 50%    |
| Selección de Honduras Honduras | Amistosos                                | 6   | 2   | 1   | 3   | 38.89% |
| Selección de Honduras Honduras | Copa de Oro 2023                         | 3   | 1   | 1   | 1   | 44.44% |
| Total                          | Total                                    | 13  | 5   | 2   | 6   | 43.59% |
| Puntarenas · Costa Rica        | Apertura 2023                            | 14  | 5   | 1   | 8   | 38.1%  |
| Puntarenas · Costa Rica        | Copa de Costa Rica 2023                  | 2   | 1   | 0   | 1   | 50%    |
| Total                          | Total                                    | 16  | 6   | 1   | 9   | 39.58% |
| Motagua Honduras               | Apertura 2023                            | 6   | 1   | 4   | 1   | 38.89% |
| Motagua Honduras               | Clausura 2024                            | 20  | 9   | 8   | 3   | 58.33% |
| Motagua Honduras               | Copa Centroamericana de Concacaf 2024    | 8   | 3   | 4   | 1   | 54.17% |
| Motagua Honduras               | Apertura 2024                            | 22  | 13  | 5   | 4   | 66.67% |
| Motagua Honduras               | Clausura 2025                            | 22  | 11  | 6   | 5   | 59.09% |
| Motagua Honduras               | Copa de Campeones de la Concacaf 2025    | 2   | 0   | 1   | 1   | 16.67% |
| Motagua Honduras               | Apertura 2025                            | 3   | 0   | 0   | 3   | 0%     |
| Motagua Honduras               | Copa Centroamericana de Concacaf 2025    | 2   | 2   | 0   | 0   | 100%   |
| Total                          | Total                                    | 85  | 39  | 28  | 18  | 56.86% |
| Total como entrenador          | Total como entrenador                    | 522 | 256 | 145 | 121 | 58.3%  |
| Fuente                         |                                          |     |     |     |     |        |

#### Resumen por competencias
- Actualizado al último partido dirigido el 9 de  de agosto de 2025.

| Liga Nacional de Honduras        | 423 | 214 | 119 | 90  | 59.97% | Campeón          |
| Primera División de Costa Rica   | 14  | 5   | 1   | 8   | 38.1%  | 9.° lugar        |
| Copa de Honduras                 | 15  | 8   | 4   | 3   | 62.22% | Semifinales      |
| Copa de Costa Rica               | 2   | 1   | 0   | 1   | 50%    | Octavos de final |
| Supercopa de Honduras            | 1   | 1   | 0   | 0   | 100%   | Campeón          |
| Liga de Campeones de la Concacaf | 12  | 2   | 5   | 5   | 30.56% | Octavos de final |
| Liga Concacaf                    | 32  | 15  | 10  | 7   | 57.29% | Subcampeón       |
| Liga de Naciones de la Concacaf  | 4   | 2   | 0   | 2   | 50%    | Fase de grupos   |
| Copa de Oro de la Concacaf       | 3   | 1   | 1   | 1   | 44.44% | Fase de grupos   |
| Copa Centroamericana de Concacaf | 10  | 5   | 4   | 1   | 63.33% | Cuartos de final |
| Total                            | 516 | 254 | 144 | 118 | 58.53% |                  |

## Vida privada
Actualmente vive en Tegucigalpa, acompañado de sus tres hijos, Thiago, Matías y Candela. Estos últimos vivían en Argentina con su madre hasta que se mudaron a Honduras poco antes de la primavera en 2015. Sus padres fueron Mirtha Armanda Castro (fallecida en 2017) y Francisco Fabián Vásquez (fallecido en 2004 a causa de un infarto). Actualmente está emparejado con la modelo y presentadora de televisión, Isabel Zambrano.
En 2011, participó en la segunda temporada del tv show Bailando por un sueño Honduras. Además participó en la película El Xendra, interpretando a un extraterrestre.

## Palmarés

### Como jugador
| Título                    | Club                  | País      | Año           |
| ------------------------- | --------------------- | --------- | ------------- |
| Liga Mendocina de Fútbol  | San Martín de Mendoza | Argentina | 1987          |
| Liga Nacional de Honduras | Motagua               | Honduras  | Apertura 1997 |
| Liga Nacional de Honduras | Motagua               | Honduras  | Clausura 1998 |
| Liga Nacional de Honduras | Motagua               | Honduras  | Apertura 1999 |
| Liga Nacional de Honduras | Motagua               | Honduras  | Clausura 2000 |
| Liga Nacional de Honduras | Motagua               | Honduras  | Apertura 2001 |

### Como entrenador
| Título                | Club    | País     | Año  |
| --------------------- | ------- | -------- | ---- |
| Torneo Apertura       | Motagua | Honduras | 2014 |
| Torneo Apertura       | Motagua | Honduras | 2016 |
| Torneo Clausura       | Motagua | Honduras | 2017 |
| Supercopa de Honduras | Motagua | Honduras | 2017 |
| Torneo Apertura       | Motagua | Honduras | 2018 |
| Torneo Clausura       | Motagua | Honduras | 2019 |
| Torneo Apertura       | Motagua | Honduras | 2024 |

### Distinciones individuales
| Distinción                                             | Año     |
| ------------------------------------------------------ | ------- |
| Mejor portero de la Liga Nacional de Honduras          | 1998/98 |
| Mejor portero de la Liga Nacional de Honduras          | 2001/02 |
| Mejor director técnico de la Liga Nacional de Honduras | 2016/17 |
| Mejor director técnico de Honduras (El País)           | 2017    |
| Mejor director técnico de la Liga Nacional de Honduras | 2018/19 |